# 世俗
| 世俗主義国 / 国教が定められている国                             |
| 世俗主義（政教分離）国 国教が定められている国 不明 / データなし |

世俗（せぞく、英語:Secularity　セキュラリティ）とは、「世俗的」（英語:secular　セキュラー）であること。政教分離を経て、国家と宗教が分離している状態。
日本語で「世俗」は、「世間一般に見られるさま」「俗世間」「世の中の風俗・習慣」などを意味する。ここでは、Secularityの訳語としての世俗について説明する。

## 語源
語源は、ラテン語で「世間」「世の中」「現世の」を意味するsaeculumで、もともとは宗教に関連するものではなかったが、英語での慣例によって「宗教から分離した」という意味になった。

## 宗教と世俗という二分法
宗教と世俗という二分法は18世紀の啓蒙時代に生まれた。ただし、この場合の「宗教」と「世俗」はあくまでもキリスト教神学の影響を受けた西洋の概念であるため、他の非西洋文化では必ずしも同等の意味を持つとは限らない。多くの文化では、「自然」と「超自然」の現象、特に「宗教的」と「非宗教的」という概念は区別されておらず、一神教での神への信仰とは無関係に霊的な信念を持っている

## 大学における世俗
アメリカ合衆国の一部の私立大学がキリスト教会やユダヤ教に結びついている（例えば、ベイラー大学、ブリガムヤング大学、ボストンカレッジ、エモリー大学、ノートルダム大学、デュケイン大学、南メソジスト大学、イェシーバー大学が著名である。）のに対して、アメリカの州立大学は、世俗的な組織である（特に合衆国憲法の修正第1条による）。
イギリス、オーストラリア、ニュージーランド、カナダ、そして日本における公立大学も世俗的であるが、一部の国々において私学助成を受ける一部の小学校や中等教育学校は、特定の宗教団体に連なっている。